# Classifica dei marcatori della UEFA Conference League
Questa pagina riporta la classifica dei giocatori che hanno segnato almeno 7 gol nella UEFA Conference League.

## Classifica
Dati aggiornati al 19 dicembre 2024. In grassetto sono indicati i giocatori ancora in attività.
| Pos. | Naz.                   | Giocatore         | Gol | Rigori | Presenze | Media | Squadre                |
| ---- | ---------------------- | ----------------- | --- | ------ | -------- | ----- | ---------------------- |
| 1    | Brasile (bandiera)     | Arthur Cabral     | 12  | 2      | 20       | 0,60  | Basilea, Fiorentina    |
| 1    | Grecia (bandiera)      | Vangelis Pavlidis | 12  | 2      | 21       | 0,57  | AZ Alkmaar             |
| 1    | Israele (bandiera)     | Eran Zahavi       | 12  | 1      | 14       | 0,86  | PSV, Maccabi Tel Aviv  |
| 4    | Marocco (bandiera)     | Ayoub El Kaabi    | 11  | 2      | 9        | 1,22  | Olympiacos             |
| 5    | Nigeria (bandiera)     | Cyriel Dessers    | 10  | 0      | 13       | 0,77  | Feyenoord              |
| 5    | Nigeria (bandiera)     | Gift Orban        | 10  | 1      | 11       | 0,91  | Gent                   |
| 7    | Inghilterra (bandiera) | Tammy Abraham     | 9   | 0      | 13       | 0,69  | Roma                   |
| 7    | Serbia (bandiera)      | Aleksandar Cavric | 9   | 1      | 20       | 0,45  | Slovan Bratislava      |
| 7    | Belgio (bandiera)      | Hugo Cuypers      | 9   | 1      | 16       | 0,56  | Gent                   |
| 10   | Francia (bandiera)     | Gaetan Laborde    | 8   | 0      | 17       | 0,47  | Rennes, Nizza          |
| 10   | Norvegia (bandiera)    | Amahl Pellegrino  | 8   | 1      | 19       | 0,42  | Bodø/Glimt             |
| 10   | Capo Verde (bandiera)  | Ricardo Gomes     | 8   | 0      | 16       | 0,50  | Partizan               |
| 10   | Rep. Ceca (bandiera)   | Antonin Barak     | 8   | 0      | 22       | 0,36  | Fiorentina             |
| 14   | Svizzera (bandiera)    | Zeki Amdouni      | 7   | 1      | 11       | 0,64  | Basilea                |
| 14   | Argentina (bandiera)   | Nicolas Gonzalez  | 7   | 2      | 22       | 0,32  | Fiorentina             |
| 14   | Croazia (bandiera)     | Bruno Petkovic    | 7   | 4      | 7        | 1     | Dinamo Zagabria        |
| 14   | Brasile (bandiera)     | Igor Thiago       | 7   | 1      | 12       | 0,58  | Club Bruges, Ludogorec |
| 14   | Serbia (bandiera)      | Andrija Zivkovic  | 7   | 1      | 19       | 0,37  | PAOK                   |
| 14   | Francia (bandiera)     | Jonathan Ikoné    | 7   | 0      | 28       | 0,25  | Fiorentina             |

## Capocannonieri per stagione
Questa tabella mostra i capocannonieri della Conference League per stagione fin dalla sua fondazione nel 2021 (sono esclusi i gol nei turni preliminari).
| Edizione | Giocatore                  | Paese            | Club               | Gol |
| -------- | -------------------------- | ---------------- | ------------------ | --- |
| 2021-22  | Cyriel Dessers             | Nigeria          | Feyenoord          | 10  |
| 2022-23  | Zeki Amdouni Arthur Cabral | Svizzera Brasile | Basilea Fiorentina | 7   |
| 2023-24  | Ayoub El Kaabi             | Marocco          | Olympiacos         | 11  |
| 2024-25  | Afimico Pululu             | Angola           | Jagiellonia        | 8   |

### Giocatori vincitori
| Giocatore      | Titoli | Stagioni |
| -------------- | ------ | -------- |
| Cyriel Dessers | 1      | 2021-22  |
| Zeki Amdouni   | 1      | 2022-23  |
| Arthur Cabral  | 1      | 2022-23  |
| Ayoub El Kaabi | 1      | 2023-24  |
| Afimico Pululu | 1      | 2024-25  |

### Vittorie per nazione
| Nazione  | Titoli | Stagioni |
| -------- | ------ | -------- |
| Nigeria  | 1      | 2021-22  |
| Svizzera | 1      | 2022-23  |
| Brasile  | 1      | 2022-23  |
| Marocco  | 1      | 2023-24  |
| Angola   | 1      | 2024-25  |

### Vittorie per club
| Club        | Titoli | Giocatori      | Edizioni |
| ----------- | ------ | -------------- | -------- |
| Feyenoord   | 1      | Cyriel Dessers | 2021-22  |
| Basilea     | 1      | Zeki Amdouni   | 2022-23  |
| Fiorentina  | 1      | Arthur Cabral  | 2022-23  |
| Olympiacos  | 1      | Ayoub El Kaabi | 2023-24  |
| Jagiellonia | 1      | Afimico Pululu | 2024-25  |